# Boeing 247
O Boeing 247 deu início às linhas aéreas americanas, considerado o primeiro a integrar plenamente todos os avanços, tais como metais (alumínio anodizado) construção semi-monocoque, asas cantiléver e trem de pouso retrátil. Outras características avançadas de controle incluídas, piloto automático e deicing.
O primeiro 247 voou em 8 de fevereiro de 1933, e entrou em serviço mais tarde nesse ano.O revolucionário Boeing modelo 247, desenvolvido em 1933, era um avião bimotor em metal eo primeiro avião de passageiros moderno . Tinha um painel giroscópio para instrumento de voo , piloto automático , operada pneumaticamente equipamento de degelo , uma hélice de passo variável e trem de pouso retrátil.
Levou o modelo 247 20 horas , com sete pontos, para voar entre Nova York e Los Angeles. No entanto, porque o 247 voou em 189 mph , sua viagem foi de sete horas e meia menor do que o feito por qualquer aviões anteriores.
Setenta e cinco 247S foram construídos. A  Boeing Air Transport voou 60 247S ,United Aircraft Corp voou 10 , e o resto foi para a Deutsche Lufthansa e um proprietário privado na China. Os 247S permaneceram em serviço de linha aérea até a Segunda Guerra Mundial, quando vários foram convertidos em C - 73 transportes e formadores. Alguns ainda estavam voando na década de 1960 .
Junto com o Douglas DC- 2, que suplantou -lo, o modelo 247 inaugurou a era da velocidade, confiabilidade, segurança e conforto em viagens aéreas.

## Especificações (247D)
Dados de: The Concise Guide to American Aircraft of World War II.
Descrições gerais
- Tripulação: 3
- Comprimento: 15,7 m (52 ft)
- Envergadura: 22,6 m (74 ft)
- Altura: 3,8 m (12 ft)
- Área alar: 78 m² (840 ft²)
- Peso vazio: 4 055 kg (8 940 lb)
- Peso de decolagem: 6 190 kg (13 600 lb)

Motorização
- Número de motores: 2x
- Tipo do motor: Motor a pistão radial
- Fabricante/modelo: Pratt & Whitney S1H1-G Wasp
- Potência por motor: 550 hp (410 kW)

Performance
- Velocidade máxima: 320,8 km/h (199 mph)
- Velocidade de cruzeiro (Mach): 0.2481 Ma
- Velocidade total em Mach: 0.2612 Ma
- Velocidade total em Nó: 172,6 kn (320 km/h)
- Alcance: 1 200 km (746 mi)
- Razão de subida: 3,5 m/s
- Tecto de serviço: 7 620 m (25 000 ft)